# Stauanlagenbau
Dies ist eine Liste von Begriffen aus dem Stauanlagenbau, einem Teilgebiet des Wasserbaus. Sie enthält vorrangig die Bezeichnungen von Bauformen und Bauteilen von Stauanlagen, aber auch zur Bemessung und zum Betrieb Notwendiges. Die Begriffe decken sich teilweise mit dem Inhalt der DIN 4048-1 (Wasserbau – Begriffe – Stauanlagen), wobei die Erläuterungen der Begriffe nicht der DIN 19700 entnommen wurden, da diese urheberrechtlich geschützt sind.
- Absenkziel: niedrigste Wasserspiegelhöhe einer Stauanlage, die nach ihrer Zweckbestimmung für den normalen Betriebszustand zulässig ist, meist konstruktiv durch den Betriebsauslass bestimmt
- Absperrbauwerk: Bauwerk, das ein Fließgewässer zu einem Stausee aufstaut
- Berme: horizontaler Absatz in einem Staudamm
- Betriebsauslass: Entnahmeöffnung, durch die im normalen Betrieb Wasser entnommen wird, z. B. für die Trinkwasserversorgung oder den Turbinenbetrieb
- Betriebsraum: Volumendifferenz zwischen Stauziel und Absenkziel
- Bauwerksabdichtung: Bauteil oder Zone mit geringer Durchlässigkeit, z. B. Lehmschicht, Beton oder Kunststofffolie
- Bemessungshochwasser: Hochwasserereignis, das zur bautechnischen Dimensionierung (Bemessung) einer (wasser)baulichen Anlage dient
- Bogenstaumauer: Bauart einer Staumauer, die den Wasserdruck durch ihre Bogenform seitlich in den Fels ableitet
- Bogengewichtsmauer: als Kombination einer Bogen- mit einer Gewichtsstaumauer
- Böschung: steil oder flach geneigte Seiten eines geschütteten Staudammes
- Dammbalken: Balken in Führungsschienen zum variablen oder provisorischen Aufstau
- Dichtungsschleier: Abdichtung des Untergrundes gegen durchsickerndes Wasser, meist aus eingepresstem Zement
- Dränleitung: Wasserleitung, die das Dränagewasser sammelt und abführt
- Einlaufbauwerk: Bauwerk zur Überleitung größerer Wassermengen aus Oberflächengewässern in Kanäle, Stollen oder Rohre
- Fangedamm: siehe Kofferdamm
- Filterschicht: Bodenschichten mit unterschiedlicher, aufeinander abgestimmter Kornverteilung zum Filtern des Sickerwassers
- Fischbauchklappe: umlegbare Klappe mit dem Querschnitt eines Fischbauches
- Gerinne: meist künstliche (kanalartige, rinnenförmige) Strecke mit Gefälle, wo Wasser fließen kann
- Gewichtsstaumauer: Bauart einer Staumauer, die dem Wasserdruck durch ihr Gewicht widersteht
- Grundablass: unterste Entnahmeöffnung, mit welcher der Stauraum bis auf den Totraum entleert werden kann
- Gründungssohle: Fläche des Bodens, auf welche die Fundamente des Absperrbauwerkes gesetzt werden; im Gegensatz zu anderen Bauwerken muss diese bei Stauanlagen auf möglichst dichtem Untergrund vorgesehen werden, damit keine Unterläufigkeit entsteht
- Haltung (Wasserbau): Abschnitt eines Kanals zwischen zwei Schleusen, in dem der Wasserspiegel gleich hoch ist; siehe auch → Stauhaltung
- Herdmauer: Bauteil eines Staudamms an der Verbindungsstelle zum Untergrund, mit oder ohne Kontrollgang
- Höchstes Stauziel: Wasserstand beim Bemessungshochwasser
- Hochwasserentlastungsanlage: Überlauf (Bypass, Notauslass) einer Stauanlage, der bei Hochwasser in Funktion tritt
- Hochwasserrückhaltebecken: Stauanlage, deren Hauptzweck die Regulierung der Abflussmenge eines Fließgewässers bei Hochwasser ist
- Hochwasserrückhalteraum: Teil des Stauraums, der für den Hochwasserschutz vorgesehen ist und dafür freigehalten wird
- Höchstes Stauziel: synonym gebraucht zu Hochwasserstauziel 1 bzw. 2
- Homogener Damm: vollständig aus ein und demselben Material bestehender Staudamm; Gegensatz: Zonendamm
- Innendichtung: innen in einem Damm liegende Dichtung, die eine Wasserdurchsickerung verhindert; kann z. B. aus Lehm oder Asphalt sein
- Kerndichtung: siehe Innendichtung
- Kofferdamm: provisorischer Damm, um Wasser ab- oder umzuleiten, z. B. bei Bauarbeiten
- Kontrollgang: Gang in einem Absperrbauwerk (z. B. mit Messeinrichtungen), der zur Kontrolle des Bauwerks dient
- Luftseite: Die dem Stauraum gegenüberliegende Seite eines Absperrbauwerks
- Ökodurchlass: für Fische und Kleinlebewesen durchgängiger Durchlass eines Hochwasserrückhaltebeckens
- Piping: Röhrenbildung in einem Staudamm, die zum Dammbruch führen kann
- Pulvino: Fundament einer Bogenstaumauer
- Reserveraum: Volumendifferenz zwischen Absenkziel und Tiefstem Absenkziel, Wasserreserve für außergewöhnliche Trockenzeiten
- Sickerlinie: Grenze zwischen dem durchsickerten und trockenen Teil eines Staudammes
- Stauanlage: Einrichtung zum Aufstauen eines fließenden Gewässers, z. B. Talsperre, Wehr, Hochwasserrückhaltebecken, Staustufe, Pumpspeicherbecken, Sedimentationsbecken, Geschiebesperre
- Staudamm: Absperrbauwerk einer Talsperre oder einer Stauanlage mit einer Aufschüttung von Steinschotter, Kies, Sand, Erde o. Ä.
- Stauhaltung: diverse Begriffe aus dem Wasserbau
- Staumauer: Absperrbauwerk einer Stauanlage aus Mauerwerk oder Beton; z. B. Gewichtsstaumauer oder Pfeilerstaumauer
- Stauraum: Volumenraum bzw. (potentieller) Wasserkörper zwischen Talmulde und dem Höhenniveau der Hochwasserentlastungsanlage
- Staustufe: Anlage zum Aufstauen eines Flusses zur Regelung des Wasserstandes flussaufwärts und flussabwärts
- Stauziel: Wasserspiegelhöhe einer Stauanlage, die nach ihrer Zweckbestimmung für den normalen Betriebszustand im Regelfall zulässig ist
- Stützkörper: Hauptbestandteil eines Staudammes; dient zur Einleitung der auf ihn wirkenden Kräfte (besonders Wasserdruck) in den Untergrund
- Talsperre: Stauanlage, die mittels eines Staudamms oder einer Staumauer einen Wasserlauf in Tallage zu einem Stausee aufstaut; sperrt im Gegensatz zu einem Wehr den ganzen Talquerschnitt ab
- Teich: künstliches Stillgewässer zur Wasserspeicherung mit Zu- und Ablauf
- Tiefstes Absenkziel: Wasserspiegelhöhe einer Stauanlage, wenn sie bis auf den Totraum entleert ist
- Tosbecken: Auffangbecken zur Beruhigung des abfließenden Wassers einer Stauanlage, in dem die Strömungsenergie des tosenden Wassers umgewandelt wird
- Totraum: bei Grundablass verbleibendes Restvolumen
- Überfall: Abflussvorgang über einem Wehrüberlauf (Bypass) oder über die Hochwasserentlastung
- Übergangszone: Filterschicht; Zone mittlerer Durchlässigkeit zwischen einer Zone mit großer und einer Zone mit kleiner Durchlässigkeit in einem Staudamm
- Vollstau: Wasserspiegel in Höhe der Oberkante der Hochwasserentlastungsanlage (Überfall)
- Vorentlastung: rechtzeitiges Ablassen von Wasser, um Freiraum für ein Hochwasser zu schaffen, z. B. aufgrund von Unwetterprognosen
- Vorsperre: einer Talsperre vorgelagerte Stauanlage, die einen Zufluss absperrt, vor allem um das Wasser vorzureinigen
- Wasserseite: Seite eines Absperrbauwerks, auf der der Stausee ist
- Wasserbauwerk: Bauwerk an Gewässern, das zumindest zeitweise mit dem Wasser in Kontakt steht
- Wehr: Stauanlage, um einen Wasserlauf auf seiner Breite aufzustauen; sperrt im Gegensatz zu einer Talsperre nicht den ganzen Talquerschnitt ab
- Zonendamm: Staudamm mit verschiedenen Materialbereichen mit unterschiedlichen Eigenschaften; Gegensatz: Homogener Damm